# Bartholomeus Drijfhout
Bartholomeus Drijfhout (of Drijffhout) (Dordrecht, juni 1605 – 1649) was een Haagse bouwmeester en beeldhouwer in de 17de eeuw.
Tot 1636 was Drijfhout vooral in Dordrecht actief. Daarna ging hij naar Den Haag, waar hij veel contact had met de architecten van stadhouder Frederik Hendrik, onder wie Pieter Post, en met Arent van 's-Gravesande.
Het stadhuis van Vlaardingen bouwde hij ter vervanging van het voormalige stadhuis, dat tijdens de stadsbrand van Vlaardingen was vernield. De oude stenen werden schoongemaakt en hergebruikt.
De  Oostkerk in Middelburg werd ontworpen door Drijfhout met assistentie van Pieter Post. Toen Drijfhout overleed, volgde Arent van 's-Gravesande - die in Leiden eerder al een koepelkerk had gebouwd - hem op, maar ook hij overleed voordat de bouw voltooid was. Hij werd opgevolgd door stadsbouwmeester Louis Jolijt. De kerk werd in 1667 ingewijd.

## Werken (selectie)
- Stadhuis van Vlaardingen, 1650
- Oostkerk in Middelburg, 1667

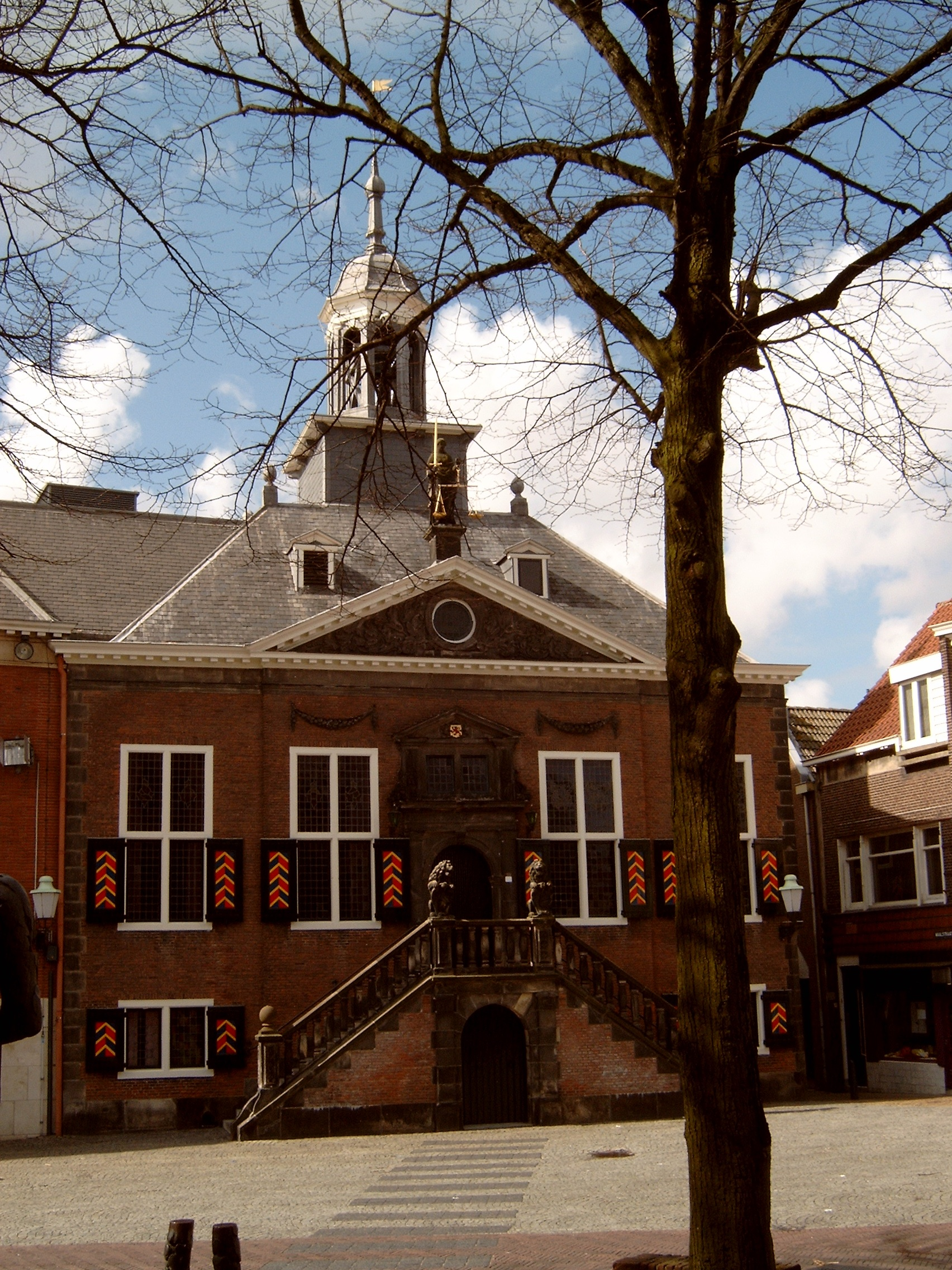
Stadhuis in Vlaardingen
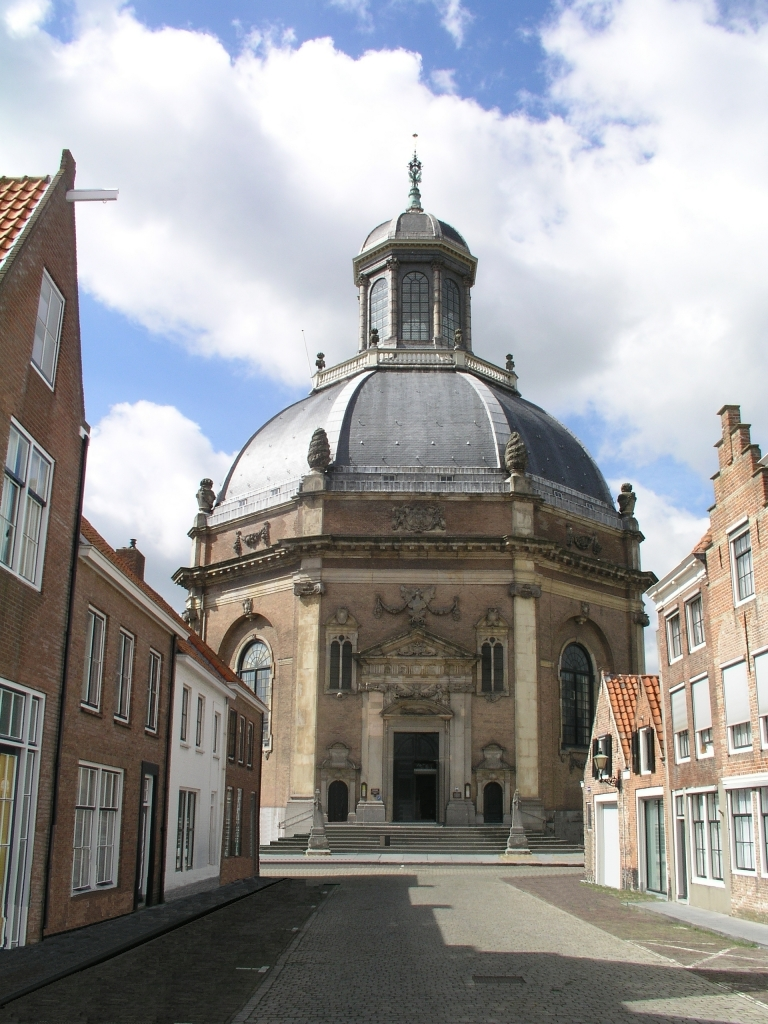
Oostkerk in Middelburg

## Eerbetoon
In Amsterdam-Slotermeer is een Bartholomeus Drijfhoutstraat. 

In Rotterdam is sinds 1962 een Drijfhoutstraat, vernoemd naar Bartholomeus en zijn zoon Dirk, die ook architect werd.
- Biografisch Portaal: 14616562
- Digitale Bibliotheek voor de Nederlandse Letteren: drij007
- International Standard Name Identifier: 0000 0003 9249 6930
- Nederlandse Thesaurus van Auteursnamen: 182215296
- Union List of Artist Names: 500317001
- Virtual International Authority File: 286541872